# Атаян, Роберт Аршакович
Роберт Аршакович Атаян (арм. Ռոբերտ Աթայան; 7 ноября 1915, Тегеран, Пе́рсия — 5 марта 1994, Лос-Анджелес, США) — армянский и советский музыковед

, фольклорист, композитор, музыкальный педагог, профессор. Кандидат искусствоведения (1955), заслуженный деятель искусств Армянской ССР (1961). 

## Биография
Сын поэта и прозаика Аршака Атаяна, брат художника Армена Атаяна.
В 1941 году окончил Ереванскую консепваторию по классу В. Г. Тальяна. Совершенствовался, как музыковед под руководством профессора Ленинградской консерватории Х. С. Кушнарёва.
С 1944 года — преподаватель Ереванской консерватории, с 1955 года — доцент консерватории по классу специальности и общей гармонии, профессор — с 1977 года, заведующий кафедрой теории музыки (1962—1974 и 1982—1986). Одновременно с 1948 года (с перерывами) работал в Институте искусств АН Армянской ССР.

## Научная и творческая деятельность
Исследователь армянского музыкального фольклора (с 1951 года — участник и руководитель ряда фольклорных экспедиций), армянской нотописи. Признанный специалист по искусству Комитаса, составитель и редактор первого академического издания произведений Комитаса (т. 1-6, 1960-82; т. 7-12, 1997—2003; подготовил к печати Г. Геодакян), издания произведений М. Екмаляна («Хоровые и сольные песни», 1970). Главный редактор и автор статей в сборниках «Комитасакан» (вып. 1-2, 1969-82, на армянском языке).
Автор камерно-инструментальных и вокальных произведений, обработок армянской народной и гусанской музыки, средневековных тагов.

## Избранные сочинения
- Учебник элементарной теории музыки (совм. с Т. Тер-Мартиросяном). Ереван, 1949, 3 изд., доп. 1962;
- Пособие по изучению новоармянской нотописи и ладов армянской народной песни. Ереван, 1950;
- Армен Тигранян (совм. с M. M. Мурадяном). Ереван, 1955;
- Армянские композиторы (совм. с А. Татевосяном и М. Мурадяном, на рус. яз.). Ереван, 1956;
- Обзор истории армянской музыки. XIX-XX вв. (Досоветский период), Шахвердян Александр Исаак, Атаян, Роберт Аршак, Ереван, «Айпострат», 1959.
- Музыкальная грамотность и песенник. Для начальной школы I-IV классов. Мирзаян М., Атаян Роберт Аршак, Ереван, Армтеусманхрат, 1958.
- Армянская хазовая нотопись. Вопросы изучения и расшифровки. Ереван, 1959;
- Гусан Аваси (на рус. яз.). М., 1962, также на арм. яз. Ереван, 1963;
- Комитас — собиратель и исследователь армянской народной песни (VII Международный конгресс антропологических и этнографических наук). М., 1952 (на рус. и франц. яз.);
- Армянская народная песня. М., 1965 (на рус. яз.);
- Армен Тигранян. М., 1966 (на рус. яз.);
- Komitas (творческий портрет композитора, на англ. яз.). Нью-Йорк, 1969;

Р. Атаян умер в Лос-Анджелесе. Похоронен в Ереване.